# Simulium doipuiense
Simulium doipuiense är en tvåvingeart som beskrevs av Takaoka och Choochote 2005. Simulium doipuiense ingår i släktet Simulium och familjen knott.
Artens utbredningsområde är Thailand. Inga underarter finns listade i Catalogue of Life.